# Cerro de San Ginés
Cerro de San Ginés är ett berg i Spanien.   Det ligger i provinsen Provincia de Teruel och regionen Aragonien, i den centrala delen av landet, 190 km öster om huvudstaden Madrid. Toppen på Cerro de San Ginés är 1 599 meter över havet, eller 215 meter över den omgivande terrängen. Bredden vid basen är 7,2 km.
Terrängen runt Cerro de San Ginés är kuperad åt nordost, men åt sydväst är den platt. Trakten runt Cerro de San Ginés är nära nog obefolkad, med mindre än två invånare per kvadratkilometer. Närmaste större samhälle är Santa Eulalia, 14,9 km öster om Cerro de San Ginés. Omgivningarna runt Cerro de San Ginés är i huvudsak ett öppet busklandskap.